# دیز (خلخال)
دیز روستایی است که در استان اردبیل، شهرستان خلخال، بخش شاهرود، دهستان شال قرار دارد. مردم دیز به زبان تاتی سخن می‌گویند

## جمعیت
بر اساس سرشماری سال ۱۳۸۵ جمعیت این روستا ۵۰۹ نفر با ۱۳۶ خانوار بوده است. مردم دیز به زبان تاتی سخن می‌گویند.